# Freddy Hurtado
Fredy Hurtado (Bahía Solano, Chocó, Colombia; 27 de mayo de 1976) es un exfutbolista colombiano que se desempeñó como defensa en varios equipos profesionales del país. A lo largo de su carrera, jugó en clubes como el Deportivo Cali, Cortuluá, Deportivo Pasto, Deportes Tolima y Envigado. Actualmente es técnico de la Selección de fútbol sub-17 de Colombia.

## Clubes

### Como jugador
| Club                        | Div.          | Temporada                        | Liga  | Liga  | Copas | Copas | Internacional | Internacional | Total | Total |
| Club                        | Div.          | Temporada                        | Part. | Goles | Part. | Goles | Part.         | Goles         | Part. | Goles |
| --------------------------- | ------------- | -------------------------------- | ----- | ----- | ----- | ----- | ------------- | ------------- | ----- | ----- |
| Deportivo Cali · Colombia   | 1.ª           | 1996-99, 2001-03, 2004-06 y 2008 | 259   | 6     | ―     | ―     | 27            | 1             | 286   | 7     |
| Deportivo Cali · Colombia   | Total club    | Total club                       | 259   | 6     | 0     | 0     | 27            | 1             | 286   | 7     |
| Deportivo Pasto · Colombia  | 1.ª           | 2000                             | 28    | 2     | ―     | ―     | —             | —             | 28    | 2     |
| Deportivo Pasto · Colombia  | Total club    | Total club                       | 28    | 2     | 0     | 0     | 0             | 0             | 28    | 2     |
| Deportes Tolima · Colombia  | 1.ª           | 2003                             | 21    | 0     | ―     | ―     | —             | —             | 21    | 0     |
| Deportes Tolima · Colombia  | Total club    | Total club                       | 21    | 0     | 0     | 0     | 0             | 0             | 21    | 0     |
| Atlético Huila · Colombia   | 1.ª           | 2007                             | 30    | 0     | —     | —     | —             | —             | 30    | 0     |
| Atlético Huila · Colombia   | Total club    | Total club                       | 30    | 0     | 0     | 0     | 0             | 0             | 30    | 0     |
| Cúcuta Deportivo · Colombia | 1.ª           | 2009                             | 6     | 0     | 2     | 0     | —             | —             | 8     | 0     |
| Cúcuta Deportivo · Colombia | Total club    | Total club                       | 6     | 0     | 2     | 0     | 0             | 0             | 8     | 0     |
| Envigado FC · Colombia      | 1.ª           | 2010                             | 29    | 1     | 2     | 0     | —             | —             | 31    | 1     |
| Envigado FC · Colombia      | 1.ª           | 2011                             | 35    | 3     | ―     | ―     | —             | —             | 35    | 3     |
| Envigado FC · Colombia      | 1.ª           | 2012                             | 26    | 3     | 3     | 0     | 3             | 0             | 32    | 3     |
| Envigado FC · Colombia      | 1.ª           | 2013                             | 24    | 0     | ―     | ―     | —             | —             | 24    | 0     |
| Envigado FC · Colombia      | 1.ª           | 2014                             | 20    | 0     | 5     | 1     | —             | —             | 25    | 1     |
| Envigado FC · Colombia      | Total club    | Total club                       | 134   | 7     | 10    | 1     | 3             | 0             | 145   | 8     |
| Total carrera               | Total carrera | Total carrera                    | 478   | 15    | 12    | 1     | 30            | 1             | 520   | 17    |

### Como asistente técnico
| Equipo                               | AT de:          | Periodo               | Periodo               |
| Equipo                               | AT de:          | Desde                 | Hasta                 |
| ------------------------------------ | --------------- | --------------------- | --------------------- |
| Deportivo Cali · Colombia            | Mario Yepes     | 23 de abril de 2016   | 7 de marzo de 2017    |
| Selección Colombia Sub-17 · Colombia | Héctor Cárdenas | 1 de junio de 2018    | 15 de febrero de 2022 |
| Selección Colombia Sub-20 · Colombia | Héctor Cárdenas | 16 de febrero de 2022 | 2 de mayo de 2024     |

### Como entrenador

#### Selecciones
| Colombia Sub-17      | 2025                 | 0                    | 0 | 0 | 0 | - | - | - | - | - | 4 | 2 | 2 | 0 | 4 | 2 | 2 | 0 | 66.67% | 7      | 2 | 5 |   |
| Colombia Sub-17      | Total                | Total                | 0 | 0 | 0 | 0 | - | - | - | - | - | 4 | 2 | 2 | 0 | 4 | 2 | 2 | 0      | 66.67% | 7 | 2 | 5 |
| Total en selecciones | Total en selecciones | Total en selecciones | 0 | 0 | 0 | 0 | - | - | - | - | - | 4 | 2 | 2 | 0 | 4 | 2 | 2 | 0      | 66.67% | 7 | 2 | 5 |

## Palmarés

### Campeonatos nacionales
| Club            | País     | Año  |
| --------------- | -------- | ---- |
| Deportivo Cali  | Colombia | 1996 |
| Deportivo Cali  | Colombia | 1998 |
| Deportes Tolima | Colombia | 2003 |
| Deportivo Cali  | Colombia | 2005 |